# Reese Witherspoon
Reese Witherspoon (punim imenom Laura Jeanne Reese Witherspoon, New Orleans, Louisiana, Sjedinjene Države, 22. ožujka 1976.), američka je filmska glumica i producentica.
Ranu mladost provodi u Wiesbadenu u Njemačkoj gdje je njen otac radio kao liječnik u vojnoj bazi. Po povratku u Sjedinjene Države nastanjuje se u Los Angelesu. U dobi od 7 godina model je u TV reklami, što ju potiče da se bavi glumom. Na filmu debitira 1991. u romantičnoj drami The Man in the Moon. 1998. nastupila je tri važnija filma: Overnight Delivery, Pleasantville i Twilight. Iduće je godine glumila u hvaljenoj komediji Election, koja joj je donijela nominaciju za Zlatni globus. 2001. ostvaruje veći proboj u karijeri ulogom Elle Woods u uspješnoj komediji Plavuša s Harvarda, te 2002. u Sweet Home Alabama, njenom do sada najvećem komercijalnom uspjehu. 2005., postiže svjetski uspjeh ulogom June Carter Cash u glazbenom filmu Hod po rubu, kojom je osvojila Oscara, Zlatni globus i nagradu BAFTA na najbolju glavnu glumicu. 
1999. godine udala se za glumca Ryana Phillippea, s kojim ima dvoje djece. Razveli su se 2007. Reese Witherspoon posjeduje vlastitu produkcijsku kompaniju, Type A Films, te je aktivno uključena u udruženja za promicanje dječjih i ženskih prava.

## Izabrana filmografija
- The Man in the Moon (1991.)
- Twilight (1998.)
- Overnight Delivery (1998.)
- Pleasantville (1998.)
- Election (1999.)
- Plavuša s Harvarda (2001.)
- Sweet Home Alabama (2002.)
- Hod po rubu (2005.)
- Samo nebo zna (2005.)

## Vanjske poveznice
- Reese Witherspoon u internetskoj bazi filmova IMDb-u (engl.)